# Centaurium aschersonianum
Centaurium aschersonianum là một loài thực vật có hoa trong họ Long đởm. Loài này được (Seemen) P.Fourn. mô tả khoa học đầu tiên năm 1938.